# Serres-Gaston
Serres-Gaston é uma comuna francesa na região administrativa da Nova Aquitânia, no departamento Landes. Estende-se por uma área de 8,86 km². Em 2010 a comuna tinha 409 habitantes (densidade: 46,2 hab./km²).